# 欧阳元和
欧阳元和（1946年—），江西安福人，汉族，中华人民共和国政治人物、第十一届全国人民代表大会福建地区代表。
毕业于上海交通大学冶金系钢铁冶金专业，是中共党员。担任福建省三钢（集团）有限责任公司董事长。2008年起担任全国人大代表。